# The Islanders
The Islanders é um grupo cipriota. Representou o seu país, Chipre, no Festival Eurovisão da Canção 2010, em Oslo, Noruega, com a música Life Looks Better In Spring, cantada exclusivamente em inglês.